# Gary Forero
Gary Forero Caballo (Bucaramanga, 7 de agosto de 1979) es un actor y  modelo colombiano con reconocimiento internacional. Algunas de sus novelas han dado la vuelta al mundo, tales como Doña Bárbara, Bella calamidades, Las muñecas de la mafia 2, entre otras. 
Nació en la ciudad de Bucaramanga, donde desde pequeño quiso ser actor; pero su timidez no se lo permitía. En su colegio grabaron una novela (El cacique y la diosa) cuando apenas tenía once años y, aunque estaba encantado y lo invitaron a participar, los nervios y la admiración por los actores y las cámaras no lo dejaron. Sus estudios universitarios le permitieron formarse como zootecnista profesional graduado además con calificaciones sobresalientes y un diplomado en criogenia en la UFPEL (Universidad Federal de Pelotas), en Brasil, diplomado al cual asistió becado por su universidad de origen, Universidad La Salle de Bogotá, donde se graduó.
Posterior a su graduación, tomaría la decisión de enfrentar sus temores pasados y empezó a estudiar actuación de la mano del maestro Rubén Di Pietro, formador de grandes actores en el país colombiano, empezando así su formación como actor enfocado primeramente en el teatro. Estudios que realizó paralelo a trabajar como modelo, mesero y además comprar y vender automóviles para costear sus gastos y seguir con sus estudios de actuación. Sería Francisco el matemático, exitosa serie colombiana, en donde daría sus primeros pinos en la televisión. Pero siguió con sus estudios con otros maestros como Tao Sierra y Victoria Hernández, además de empezar a estudiar Dirección y Producción de Cine, Teatro y Televisión en la Fundación Lamiere.
A pesar de sus estudios y preparación, el comienzo no fue nada fácil, estuvo a punto de renunciar a su sueño de ser actor.  Después de muchas audiciones y centenares de noes en el camino, decidió hacer lo que pensó sería su última audición sin muchas esperanzas para Juego limpio, serie que se convertiría en un éxito juvenil y de la cual participó como antagonista,  Este seriado le permitió mostrar sus ganas, preparación y talento abriendo puertas para nuevos proyectos.
En el año 2008, encarnaría a León Mondragón en la novela colombiana Doña Bárbara, basada en la obra literaria de Rómulo Gallegos, Novela que sería transmitida en más de ochenta países y que le daría gran reconocimiento internacional. Además de abrir las puertas para estar en otras novelas producidas por el canal internacional Telemundo. Una de esas sería Los Victorinos, en donde conoció a su esposa, la también actriz Liliana González, con quien tiene un hijo y con quien comparte el amor por la actuación, lo que les ha permitido hacer obras de teatro juntos, novelas, además dar clases de actuación, y hacer reels que han tenido gran acogida en las redes sociales por su particular forma de mostrar situaciones cotidianas de pareja.
Gary Forero se describe como un inquieto buscador de consciencia, dice que la actuación le ha permitido dejar de juzgar y entender más las diferentes formas de pensar. Es un constante meditador y lector de libros que le permiten tener nuevas y más libres formas de ver la vida.

## Filmografía

### Televisión
| Año       | Título                    | Personaje             | Cadena             |
| --------- | ------------------------- | --------------------- | ------------------ |
| 2002      | Francisco el Matemático   | Roberto               | Canal RCN          |
| 2003      | No renuncies Salomé       |                       | Canal RCN          |
| 2003-2004 | A.M.A. La Academia        |                       | Canal RCN          |
| 2004-2005 | Séptima puerta            |                       | Caracol Televisión |
| 2005      | Padres e hijos            |                       | Caracol Televisión |
| 2005-2006 | Juego limpio              | Milton                | Canal RCN          |
| 2006      | Taxi libre                |                       | Canal RCN          |
| 2006-2008 | En los tacones de Eva     | John                  | Canal RCN          |
| 2006-2007 | Floricienta               | Lorenzo Paganini      | Canal RCN          |
| 2007      | Así es la vida            |                       | Canal RCN          |
| 2008      | Sin retorno               |                       | Canal RCN          |
| 2008      | Decisiones                |                       | Telemundo          |
| 2008-2009 | Doña Bárbara              | León Mondragón        | Telemundo          |
| 2008-2010 | Oye bonita                |                       | Caracol Televisión |
| 2009-2010 | Los Victorinos            | Rafael Hernández      | Telemundo          |
| 2010      | Tu voz estéreo            |                       | Caracol Televisión |
| 2010      | Bella calamidades         | Fabián Poncela        | Telemundo          |
| 2010      | El clon                   | Pablo                 | Telemundo          |
| 2010-2015 | Mujeres al límite         | Varios personajes     | Caracol Televisión |
| 2010-2011 | Ojo por ojo               |                       | Telemundo          |
| 2011      | Los canarios              |                       | Caracol Televisión |
| 2011      | Infiltrados               |                       | Caracol Televisión |
| 2011-2012 | La traicionera            |                       | Canal RCN          |
| 2013      | La Madame                 | Felipe Niño           | UniMás             |
| 2013      | Impares                   |                       | Canal RCN          |
| 2013-2014 | Chica vampiro             |                       | Canal RCN          |
| 2016-2017 | Cuando vivas conmigo      | Foncho Martínez       | Caracol Televisión |
| 2017      | Hermanos y hermanas       |                       | Canal RCN          |
| 2019      | Las muñecas de la mafia 2 | Teniente Orlando Páez | Caracol Televisión |
| 2023      | Los medallistas           | Saúl Marín            | Caracol Televisión |